# Ірене Монтеро
Ірене Марія Монтеро Гіль (ісп. Irene María Montero Gil 13 лютого 1988, Мадрид) — іспанська політична діячка від партії «Подемос» і коаліції «Унідос-Подемос» («Об'єднані можемо»). Член Конгресу депутатів від Мадрида з 13 січня 2016 року за результатами парламентських виборів 20 грудня 2015 року. Міністр рівності з 13 січня 2020 року в другому кабінеті Санчеса. Радикальна феміністка. Є автором законопроекту про всеосяжний захист сексуальної свободи і викоріненні сексуального насильства.

## Життєпис
Народилася 13 лютого 1988 року в Мадриді. Навчалася в школі, що дотримувалась освітньої моделі французького педагога Селестен Френе.
У віці 15 років вступила до Спілки комуністичної молоді Іспанії — молодіжної організації Комуністичної партії Іспанії.
2006 року вступила до Мадридського автономного університету. У 2011 році закінчила його зі ступенем бакалавра в галузі психології. Під час навчання жила п'ять місяців у Чилі, а також працювала продавцем у мережі електроніки та побутової техніки. 2013 року отримала ступінь магістра в галузі педагогічної психології. У 2013 році розпочала підготовку в докторантурі до випробування на ступінь доктора. Отримала стипендію на навчання в Гарвардському університеті у США, яку відхилила через політичні переконання.
У 2011 році приєдналася до соціального руху «Платформа іпотечних жертв», яка боролася з виселенням людей, які після світової економічної кризи 2008 року прострочили іпотечні платежі.
2014 року взяла участь у виборах до Європейського парламенту від «Платформи іпотечних жертв». Вступила до партії «Подемос», стала керівником апарату лідера партії Пабло Іглесіаса.
20 грудня 2015 року взяла участь у виборах до Конгресу депутатів від Мадрида, зайняла 4-е місце і стала членом Конгресу депутатів. Була переобрана на парламентських виборах 26 червня 2016 року, 28 квітня та 10 листопада 2019 року .
У 2017 році увійшла до списку 30 Under 30 Europe журналу Forbes.
Отримала портфель міністра рівності в другому кабінеті Санчеса.
Дружина Пабло Іглесіаса, лідера коаліції «Унідос-Подемос», віце-прем'єра і міністра з соціальних прав і повістки 2030 в другому кабінеті Санчеса. У липні 2018 року народила близнюків Лео і Мануеля, в середині 2019 року — дочку Айтану.